# Longpré-le-Sec

Longpré-le-Sec este o comună în departamentul Aube din nord-estul Franței. În 1 ianuarie 2022 avea o populație de 69 de locuitori.